# Dysdera sibyllinica
Dysdera sibyllinica är en spindelart som beskrevs av Kritscher 1956. Dysdera sibyllinica ingår i släktet Dysdera och familjen ringögonspindlar.
Artens utbredningsområde är Italien. Inga underarter finns listade i Catalogue of Life.